# Адолф I (Шлезвиг-Холщайн-Готорп)
Адолф I (на немски: Adolf I; * 25 януари 1526, замък Дубург, Фленсбург; † 1 октомври 1586, дворец Готорп) е от 1544 г. херцог на Шлезвиг-Холщайн-Готорп и лутерански епископ на Шлезвиг от 1556 до 1586 г. Той е дядо на шведския крал Густав II Адолф, също прародител на руската императорска фамилия.

## Живот
Адолф е третият син на крал Фридрих I от Дания (1471– 1533) и втората му съпруга София Померанска (1498 – 1568), дъщеря на херцог Богислав X от Померания.
Фридрих дава сина си за възпитание при ландграф Филип фон Хесен, където той живее четири години в графския дворец в Касел. През 1544 г. Адолф, брат му Йохан и техният полубрат крал Кристиан III от Дания разделят херцогствата Шлезвиг и Холщайн. Адолф избира територията с дворец Готорп (или Готорф) и основава линията Шлезвиг-Холщайн-Готорп на фамилията Дом Олденбург.

## Фамилия
Адолф се жени на 17 декември 1564 г. в дворец Готорп за Кристина фон Хесен (* 29 юни 1543, Касел; † 13 май 1604, Кил), дъщеря на неговия възпитател Филип I фон Хесен и Кристина Саксонска. Двамата имат децата:
- Фридрих II (1568 – 1587), херцог на Шлезвиг-Холщайн-Готорп
- София (1569 – 1634)

⚭ 1588 херцог Йохан VII фон Мекленбург (1558 – 1592)
- Филип (1570 – 1590), херцог на Шлезвиг-Холщайн-Готорп
- Христина (1573 – 1625)

⚭ 1592 крал Карл IX от Швеция (1550 – 1611)
- Елизабет (1574 – 1587)
- Йохан Адолф (1575 – 1616), архиепископ на Бремен, княз-епископ на Любек, херцог на Шлезвиг-Холщайн-Готорп

⚭ 1596 принцеса Августа Датска (1580 – 1639)
- Анна (1575 – 1625)

⚭ 1598 граф Ено III от Източна Фризия (1563 – 1625)
- Христиан (1576 – 1577)
- Агнес (1578 – 1627)
- Йохан Фридрих (1579 – 1634), архиепископ на Бремен, епископ на Ферден